# Свитави (окръг)
Окръг Свитави (на чешки: Okres Svitavy) е един от 4-те окръга на Пардубицкия край на Чехия. Административен център е едноименният град Свитави. Площта на окръга е 1 378,56 km2, а населението – 104 189 жители (2016 г.). В окръга има 116 населени места, от които 7 града и едно място без право на самоуправление. 4 общини имат разширени пълномощия. Код по LAU-1 – CZ0533.

## География
Окръгът е разположен в югоизточната част на края. Граничи с окръзите Усти над Орлици и Хрудим на Пардубицкия край; Шумперк, Оломоуц и Простейов на Оломоуцкия край; Бланско на Южноморавския край и Ждяр над Сазавоу на Височинския край.
През окръга преминава границата между историческите области Бохемия и Моравия. 44 населени места, в които живеят 48 864 души, се намират в Моравия, а 67 – в Бохемия (с 50 885 жители). 5 населени места се намират точно на границата (4837 жители).

## Градове и население
Данни за 2009 г.:
| Град                  | Население |
| --------------------- | --------- |
| Свитави               | 17 458    |
| Моравска Тршебова     | 11 027    |
| Литомишъл             | 10 312    |
| Поличка               | 8999      |
| Евичко                | 2874      |
| Бржезова над Свитавоу | 1726      |
| Бистре                | 1653      |

| Общо            | Жени             | Мъже             |
| --------------- | ---------------- | ---------------- |
| 105 864 (100 %) | 53 557 (50,59 %) | 52 307 (49,41 %) |

По данни от 2009 г. средната гъстота е 76 души на km²; 51,05 % от населението живее в градове.

## Образование
По данни от 2003 г.:
| Вид училище                         | Брой училища |
| ----------------------------------- | ------------ |
| Детски градини                      | 80           |
| Начални училища                     | 60           |
| Гимназии                            | 5            |
| Средни училища и промишлени училища | 8            |
| Средни професионални училища        | 5            |
| Висши професионални училища         | 3            |

## Здравеопазване
По данни от 2003 г.:
| Лекари                                      | 355 |
| Болници                                     | 4   |
| Специализирани заведения за лечение и отдих | 1   |
| Зъболекари                                  | 50  |
| Аптеки                                      | 15  |

## Транспорт
През окръга преминава част от първокласните пътища (пътища от клас I) I/34, I/35 и I/43. Пътища от клас II в окръга са II/315, II/317, II/353, II/357, II/358, II/359, II/360, II/362, II/363, I/364, II/365, II/366, II/368, II/371, II/372, II/374 и II/644.